# Escolarización femenina en Chile
La escolarización femenina en Chile se refiere al proceso por el cual las mujeres fueron integradas a la educación tanto primaria (durante el XIX) y secundaria (durante el siglo XX).           

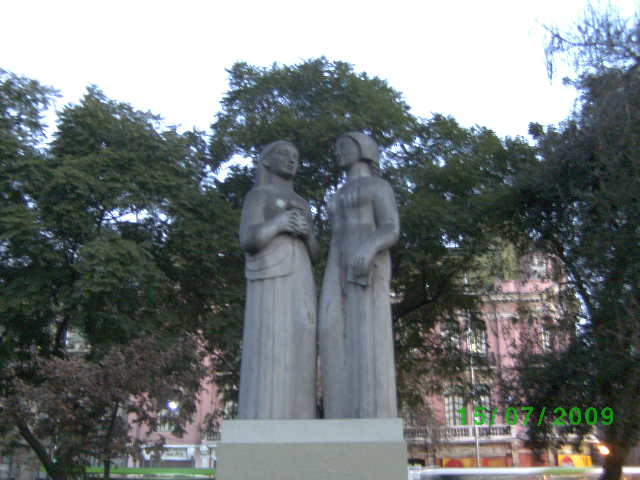
Estatuas a educadoras chilenas Isabel Le Brun de Pinochet y Antonia Tarragó

Si bien en los albores de la República de Chile, la educación de las mujeres no fue considerada por los primeros gobernantes independentistas, como Bernardo O´Higgins, durante el periodo de Ensayos constitucionales y gracias a la Ley de instrucción primaria impulsada por el ministro Manuel Montt, se fue asentando la necesidad de impulsar la alfabetización de la población femenina del país.           
La participación de las mujeres en la Educación secundaria, por su parte, se propició a finales del siglo XIX. Ya en el año 1877, se firmó el decreto Amunátegui, que permitió que las mujeres pudieran ingresar a la universidad, tras las constantes demandas de algunas directoras de establecimientos educacionales que querían que sus alumnas pudieran rendir las evaluaciones de acceso universitario. Como consecuencia de esto, en 1891, se fundó el primer liceo fiscal en la ciudad de Valparaíso y, años más tarde, en las ciudades de Copiapó y Concepción.

## Orígenes
Durante la época colonial, la educación de las mujeres se considerada innecesaria  y, si bien existían escuelas propiciadas por los reyes con el objetivo de educar a la población de la colonia española, ésta incorporaba exclusivamente a los hombres. 
Así, los ejemplos de mujeres que recibieron educación formal fueron meramente anecdóticos, como cuando Pedro de Valdivia y el bachiller Rodrigo González enseñaron a leer a  Inés Suárez en el año 1561.

## Incorporación de las mujeres en la Educación primaria
Los orígenes de la educación primaria en el país se remontan a la época de la independencia de chile durante la dirección de Bernardo O'Higgins y con el propósito de afianzar los ideales independentistas. En estos años, la negativa a incorporar a las mujeres en la educación estaba liderada por los fueros eclesiásticos, y acentuada por un gobierno orientado a la consolidación de la independencia a través de guerras civiles. Sin embargo, a medida que la independencia se consolidó, la preocupación por la educación femenina comenzó a posicionarse en la naciente república, 
El 18 de junio de 1812 se promulgó la norma de administración escolar en Chile. En aquellos artículos, un punto en particular dictaba  que cada villa o aldea de 50 familias debía tener una escuela de mujeres donde se les enseñara a leer, escribir y educar en costumbres a niñas de sectores rurales, sin embargo, la falta de materiales, establecimientos y maestras prolongó la espera hasta el año 1823, estableciéndose en Santiago dos escuelas para mujeres.
Durante sus estudios sobre organización escolar y métodos de enseñanza en Estados Unidos, Domingo Faustino Sarmiento -quien fue el primer director de la escuela normal de Preceptores- publicó  una obra llamada “La educación popular”, en la que dio observaciones sobre la educación femenina, considerándose un antecedente a la promulgación de Ley de instrucción primaria en1869.
La ley de instrucción primaria de 1869 estableció la gratuidad de la educación y su extensión a mujeres y hombres, dictaminándose la obligatoriedad de una escuela mixta por cada dos mil habitantes. Gracias a esta normativa se logró un progresivo avance en la escolarización primaria de las mujeres, aumentando las cifras de alfabetización femenina desde 201 en el año 1860 a 461 mujeres que sabían leer en 1864.
En el año 1920, bajo la presidencia de Juan Luis Sanfuentes se propició la participación de mujeres en la educación secundaria con el propósito de prepararlas para el trabajo en sectores como la industria textil.

## Educación secundaria y Liceo fiscal femenino
Entre los años 1838 y 1853, las congregaciones religiosas francesas crearon múltiples establecimientos educacionales en Chile durante el gobierno de Manuel Montt. Sin embargo, tras el conflicto religioso de 1870, los sectores liberales del país impulsaron una educación femenina laica que estuviese dirigida a promover el acceso de las mujeres a las universidades. Así, la creación en Chile del liceo fiscal femenino fue un hecho fundamental en este proceso.

### Decreto Amunátegui
Antonia Tarrago directora y fundadora del colegio Santa Teresa fue una de las primeras mujeres que pidió que las alumnas pudieran rendir las pruebas de acceso universitario a lo cual accedió el consejo universitario en 1874, sin embargo esto no se pudo concretar sin la autorización del ministro y no fue hasta tres años más tarde que, bajo las demandas de la directora del colegio de la Recoleta, Isabel Le Brun, el ministro Miguel Luis Amunátegui firmó el decreto en 1877 que permitió a las mujeres acceder a la universidad. Dicha promulgación se conoció como decreto Amunátegui. Pese a la oposición de la iglesia católica, que concebía el rol de las mujeres como algo limitado a la familia y el hogar,  los sectores liberales apoyaron dicho decreto.

### Instauración de Liceos Fiscales Femeninos
A finales de los setenta se fundaron los primeros liceos en las ciudades de Copiapó en 1878 y Valparaíso, el 9 de abril de 1877. En un comienzo, estos establecimientos eran financiados por el Estado y por los apoderados, padres de familia quienes participaban en su dirección y sustentaban algunos funcionamientos de los locales educacionales. Así, no fue hasta 1890 que los establecimientos fueron administrados y financiados solamente por el Estado, luego de que la comunidad de apoderados lo solicitara por desórdenes en la contabilidad.
En 1891 el liceo de Valparaíso pasó a estar a cargo del Estado e inauguró, el 19 de abril, un nuevo establecimiento, el Instituto para señoritas al que se matricularon124 estudiantes. En un comienzo, la docencia estuvo a cargo de maestras extranjeras y, posteriormente, se fomentó la formación de docentes mujeres al interior del territorio nacional.
Entre otros establecimientos educacionales que sobresalieron durante la época se encuentra el Liceo Eloísa Urrutia de la ciudad de Concepción, cuyas estudiantes graduadas en Bachillerato de filosofía y humanidades fueron las primeras mujeres que cursaron la Educación secundaria en el sur de chile